# バージニア工科大学
バージニア工科大学（バージニアこうかだいがく、英語: Virginia Polytechnic Institute and State University）は、米国バージニア州ブラックスバーグに本部を置くアメリカ合衆国の州立大学。1872年創立、1872年大学設置。大学の略称はバージニア・テック (Virginia Tech)、VT、VPI。
バージニア・テック (Virginia Tech) の略称でも知られる。
バージニア州で2番目に大きい公立大学であり、280の学部課程と修士・博士課程を擁し、その生徒数は34,400人にも上る。また、学部・院を合わせてバージニア州で最多、全米46位にあたる5億2200万ドルにも上る研究費を計上している。
現在では総合大学になっているが、モリル・ランドグラント法に基づき理系のランドグラント大学として創立された歴史のため工学、建築、獣医学等の分野における業績で特に評価が高く、東海岸にある理系の名門校の一つである。
陸海空軍の予備役将校訓練課程（ROTC）が設置されており、軍との関係も密接で全米で6校しかない上級軍事大学 (Senior Military College) の指定を受けている。その関係上、卒業生の就職先で最も割合が高いのが米軍であり、その他軍需産業との研究・人材の繋がりも密接である。

## 歴史

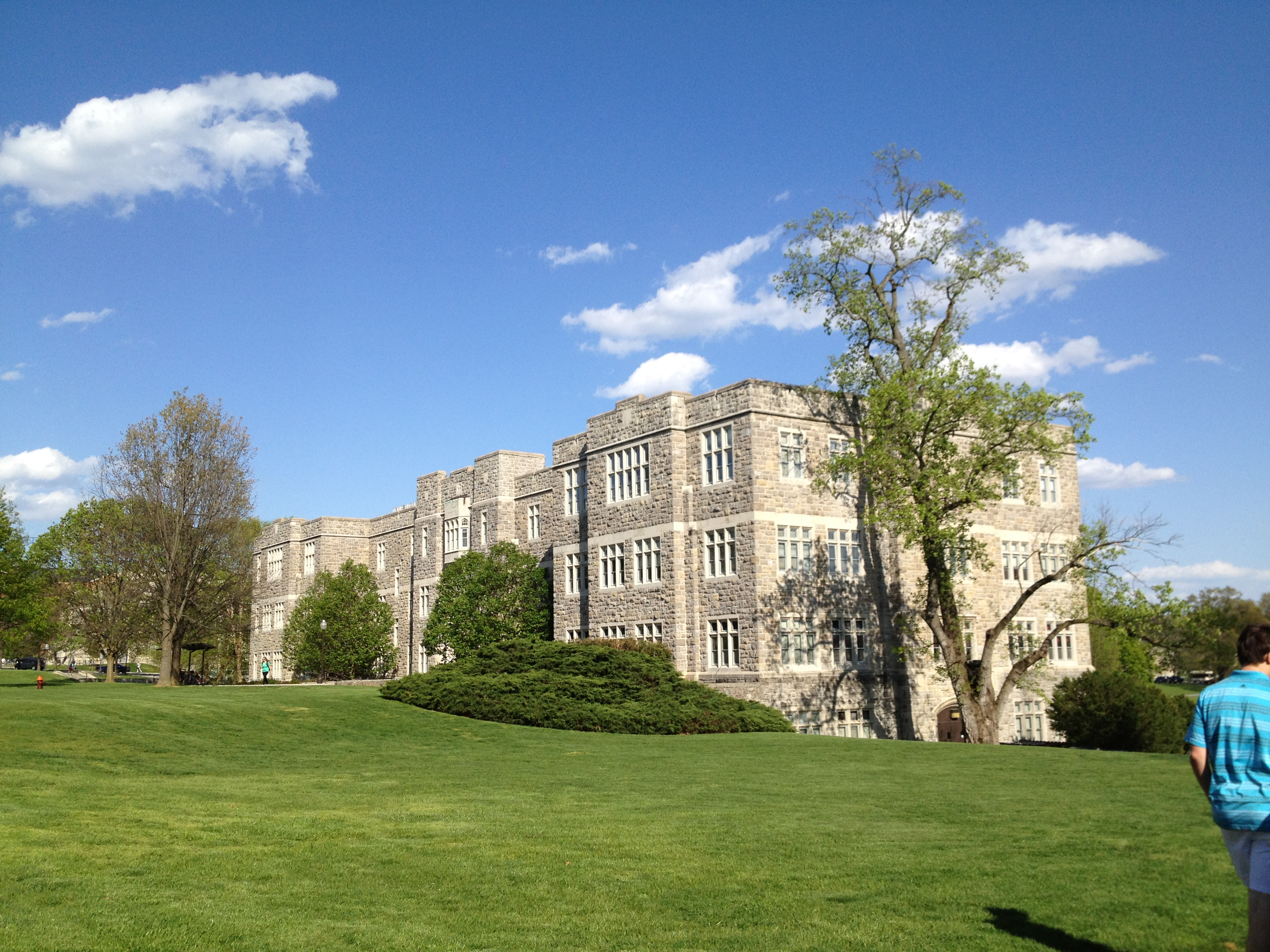
パトン館

1872年、バージニア州は、モリル・ランドグラント法の基金で購入されたモントゴメリー郡の小さなメソジストの学校施設に、バージニア農業機械大学 (Virginia Agricultural and Mechanical College) を軍学校として設立した。
1891年から1907年に学長を務めたジョン・M・マックブライド (John M. McBryde) の時代に、大学は4年制となり、1896年には校名をバージニア農業機械・工科大学 (Virginia Agricultural and Mechanical College and Polytechnic Institute) に改めた。大学は、この改名後すぐに、一般にはバージニア工科大学 (Virginia Polytechnic Institute) と呼ばれるようになったが、正式にこの名称となったのは、1944年のことであった。
1923年には、士官候補生団 (Virginia Tech Corps of Cadets) への参加義務が4年から2年に短縮された。1943年には、ラドフォードに位置するラドフォード州立師範大学 (Radford State Teachers College) を統合し、女子部とした。
1962年から1974年に学長を務めたT・マーシャル・ハーン (T. Marshall Hahn) は、様々な改革を行った。バージニア州では男女分離が解消されメインキャンパスへの女子学生の入学が認められるようになっていたため、1964年には女子部（旧ラドフォード州立師範大学）を分離し、これによってラドフォード大学が成立した。1966年には士官候補生団への参加義務を撤廃した。1973年には、全米で初めて女子学生の士官候補生団への参加が認められた。
1965年にバージニア高等教育委員会は校名に"University"を付加することを勧告したが、具体的な校名について意見がまとまらず校名変更は難航した。教員評議会からはバージニア州立大学 (State University of Virginia) という名称も提案されたが、大学評議会は最も広く受け入れられたのはバージニア工科・州立大学 (Virginia Polytechnic Institute and State University) を学長であったハーンに勧告し、大学は1970年にこの校名に改称した。1990年代にはいるとバージニア・テック (Virginia Tech) という名称の使用が公式に認められ、大学の書類の多くで用いられるようになった（ただし、卒業証書などでは正式名称が使用される）。同様に、略称としても、VPI や VPI&SU よりも VT の方がはるかに一般的になり、スポーツのユニフォームや大学のドメインネームにも使われるようになった。

## 学部

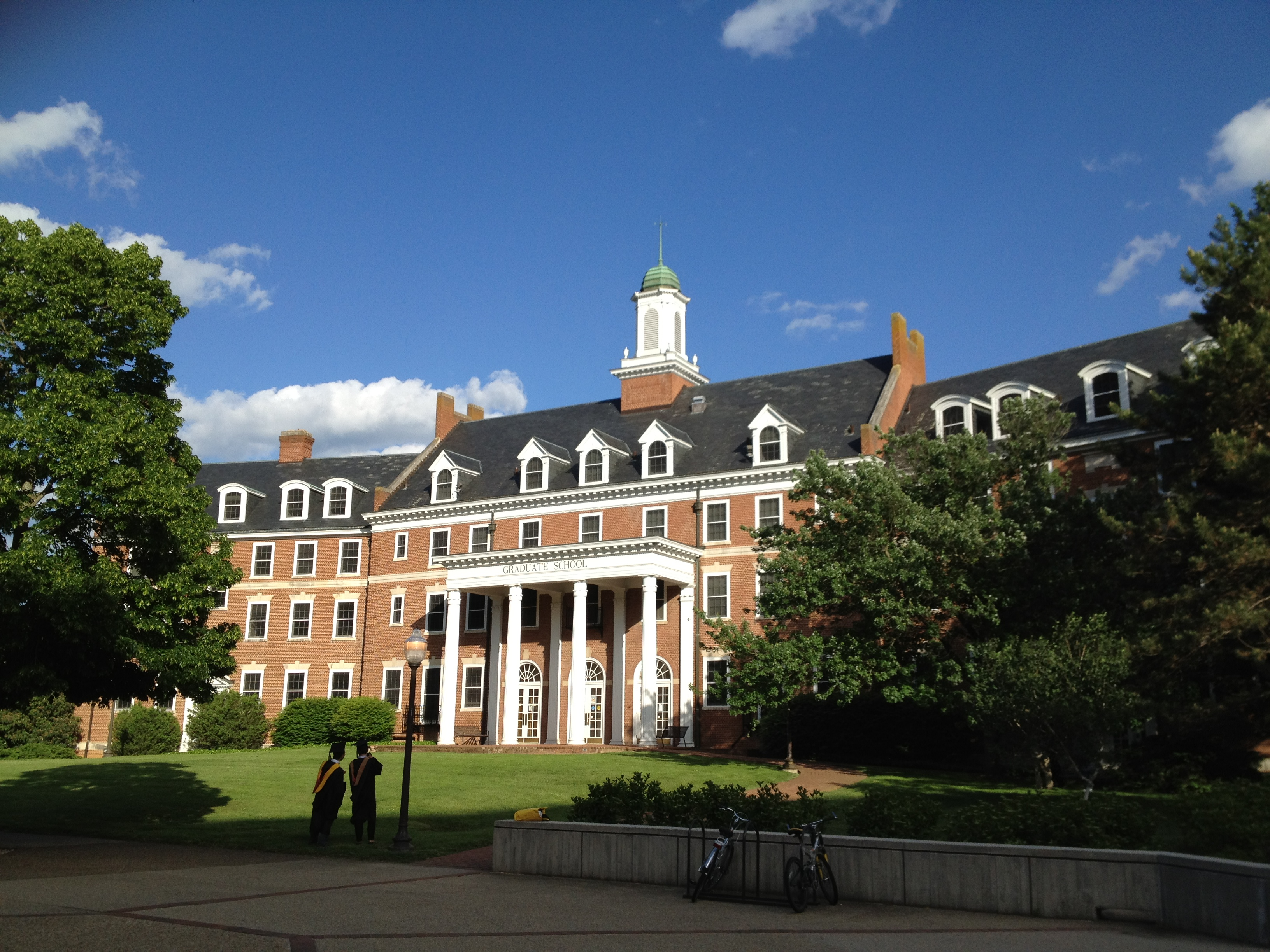
ドナルドソン・ブラウン館

バージニア工科大学は以下の7つの学部を有する。
- 農学・生命科学部（Agriculture and Life Sciences）

主な専攻：農業経済、生化学、環境学、園芸学、食物栄養学
- 建築・都市学部（Architecture and Urban Studies）

主な専攻：建築、美術・美術史、環境計画、グラフィック・デザイン、工業デザイン、インテリアデザイン、ランドスケープ、都市計画
- 商学部（Pamplin College of Business）

主な専攻：会計学、商学、経営情報、経済学、経営学、マーケティング
- 工学部（Engineering）

主な専攻：航空宇宙工学、生物システム工学、化学工学、土木工学、コンピュータ工学、建設工学、電気工学、材料工学、機械工学、鉱業工学、海洋工学
- 人文学部（Liberal Arts & Human Sciences）

主な専攻：英語、フランス語、ドイツ語、スペイン語、歴史学、哲学、政治学、社会学、音楽、演劇
- 自然資源学部（Natural Resources）

主な専攻：水産学、林学、地理学、自然資源、野生生物
- 理学部（Science）

主な専攻：生化学、生物学、化学、地学、数学、物理学、心理学、統計学
また、上記の学部以外に以下の研究・教育機関を有する。
- バージニア・メリーランド地域獣医科大学（Virginia-Maryland Regional College of Veterinary Medicine）

バージニア及びメリーランド両州の援助を受ける獣医科大学であり、バージニア工科大学とメリーランド大学カレッジパーク校の両方の学部に当たる。メインキャンパスは、ブラックスバーグのバージニア工科大学キャンパス内にある。
- 公共国際学大学院（Virginia Tech School of Public and International Affairs）

公共政策、国際関係、都市計画を中心とした学際領域を研究対象とする大学院である。
- 生体工学・生体医科学大学院（School of Biomedical Engineering and Sciences）

2002年に、ウェイクフォレスト大学と共同で設立した、生体科学を研究対象とする大学院である。
- バージニア整骨医学大学（Edward Via Virginia College of Osteopathic Medicine）

2003年に、ブラックスバーグのバージニア工科大学コーポレート・リサーチ・センター内に開校した大学。私立の学校であり、公式にはバージニア工科大学に含まれないが、実際の運営上は深い関係がある。

## キャンパス
バージニア工科大学のキャンパスは、バージニア州ブラックスバーグにある。キャンパスの中心部は、北西でプライセズ・フォーク・ロード（Prices Fork Road）、西でプランテーション・ドライブ（Plantation Drive）、東でメイン・ストリート（Main Street）、南で国道460号バイパスで区切られているが、キャンパスはその外部にも数千エーカーにわたって広がっている。また、ブラックスバーグのほかに、ハンプトン・ローズ（バージニア・ビーチ）、首都地区（バージニア州フォールズチャーチ - アレクサンドリア）、リッチモンド、ロアノーク、南西バージニア高等教育センター（アビンドン）に支部キャンパスがある。
ブラックスバーグ・キャンパスは、ドリル・フィールドと呼ばれる長円形の広場を、多くの建物が取り囲んで形成されている。
ブラックスバーグ・キャンパスでは、多くの建物にホーキー・ストーンという石材が建築材料として使われている。ホーキー・ストーンは灰色、茶色、黒、ピンク、オレンジ、赤茶色といった様々な色の混じった石灰岩で、苦灰石を含むことがある。バージニア南西部、テネシー州、アラバマ州の採石場で採掘されるが、そのうちのひとつは1950年代以降、大学によって操業されている。
バージニア工科大学は、2007年の『プリンストン・レビュー』で「ベスト・キャンパス・フード」の第1位に輝いた。大学内には7か所に食堂施設群があり、Au Bon Pain、Sbarro、Chick-fil-A、ピザハット、シナボン等が入っている。

## コンピュータ

### スーパーコンピュータ
バージニア工科大学が2003年11月に1,100台のデュアルプロセッサ搭載Power Mac G5を導入し、2,200基のPowerPC G5プロセッサをクラスター化して構築したSystem X（愛称"Big Mac"）は、当時世界で3番目に速いスーパーコンピュータであった。かかったコストの低さは特筆に値し、従来の最速といわれるスパコン構築には1億〜2.5億ドルのコストがかかるといわれているが、同大が構築したシステムは520万ドルのコストだったという。試験運用時にBig Macシステムは8.1TFlops（理論値は16.8TFlops）を記録し、後に10.28TFlopsを記録した。
2004年にシステムを再構築し、最大12.25TFlopsを計測した。この際、米Appleはオーダーメイドの2.3GHz Xserve G5 Clusterモデルを特別に提供しており（当時、市販されていたのは2.0GHzまで）、1150台への増強も伴い少なからず速度向上に貢献している。なお、バージニア工科大学はこのシステム再構築に60万ドルかかったとしている。
2008年11月には、325台のMac Pro(2つの4-core 2.8GHz Xeon搭載モデル, 合計2600基のCPUコア)と世界初のQDR InfiniBandを利用した低コスト・省電力なSystem Gを構築し、22.8TFlopsを記録、省電力におけるHPCの研究に利用している。

### 教育でのコンピュータの利用
バージニア工科大学は、1984年に公立機関として初めて工学部の学生にパソコンの所有を義務づけた学校であり、2006年からは工学部の新入生にタブレットPCの所有を義務づけている。

## スポーツ

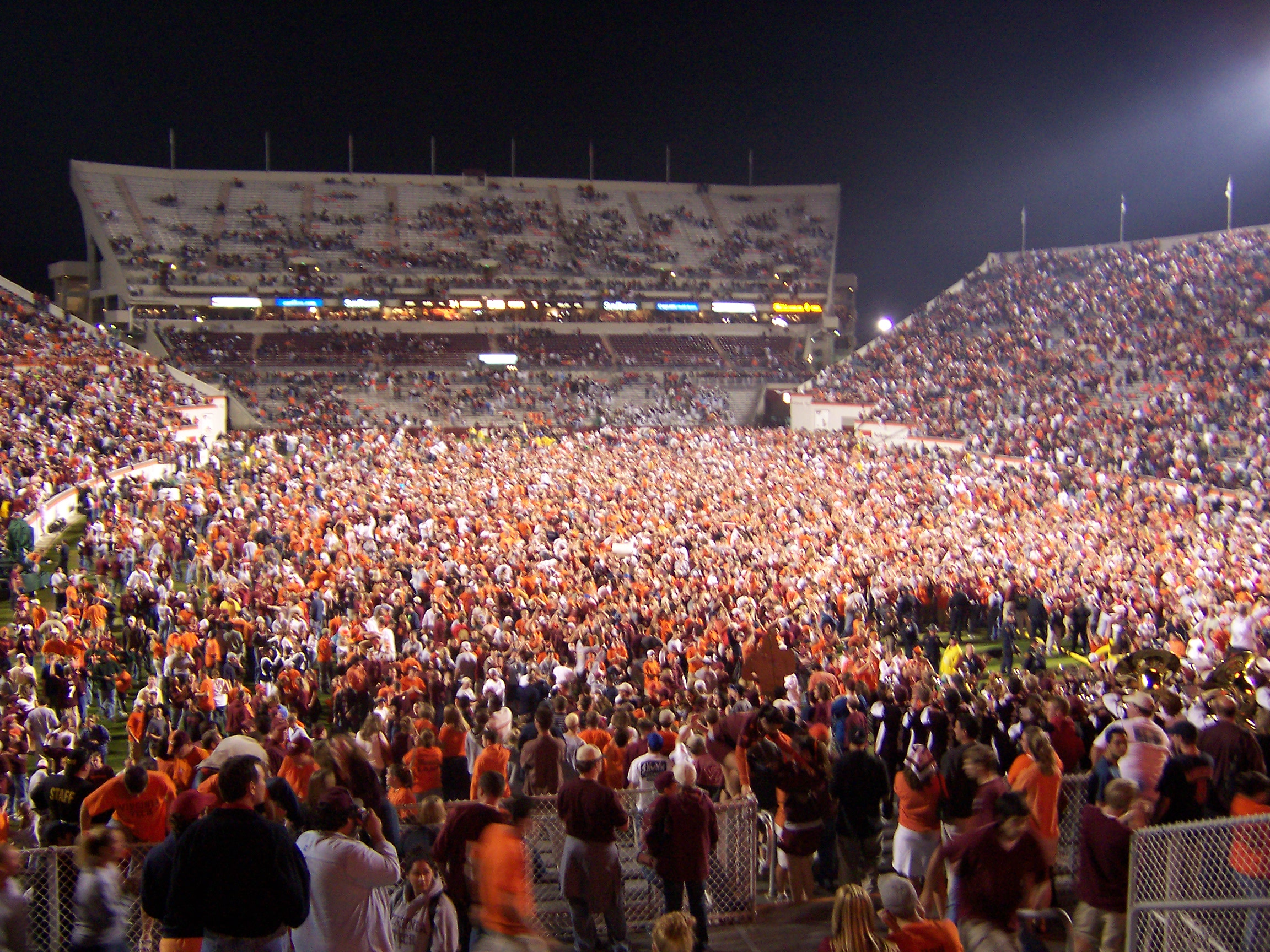
レーン・スタジアム

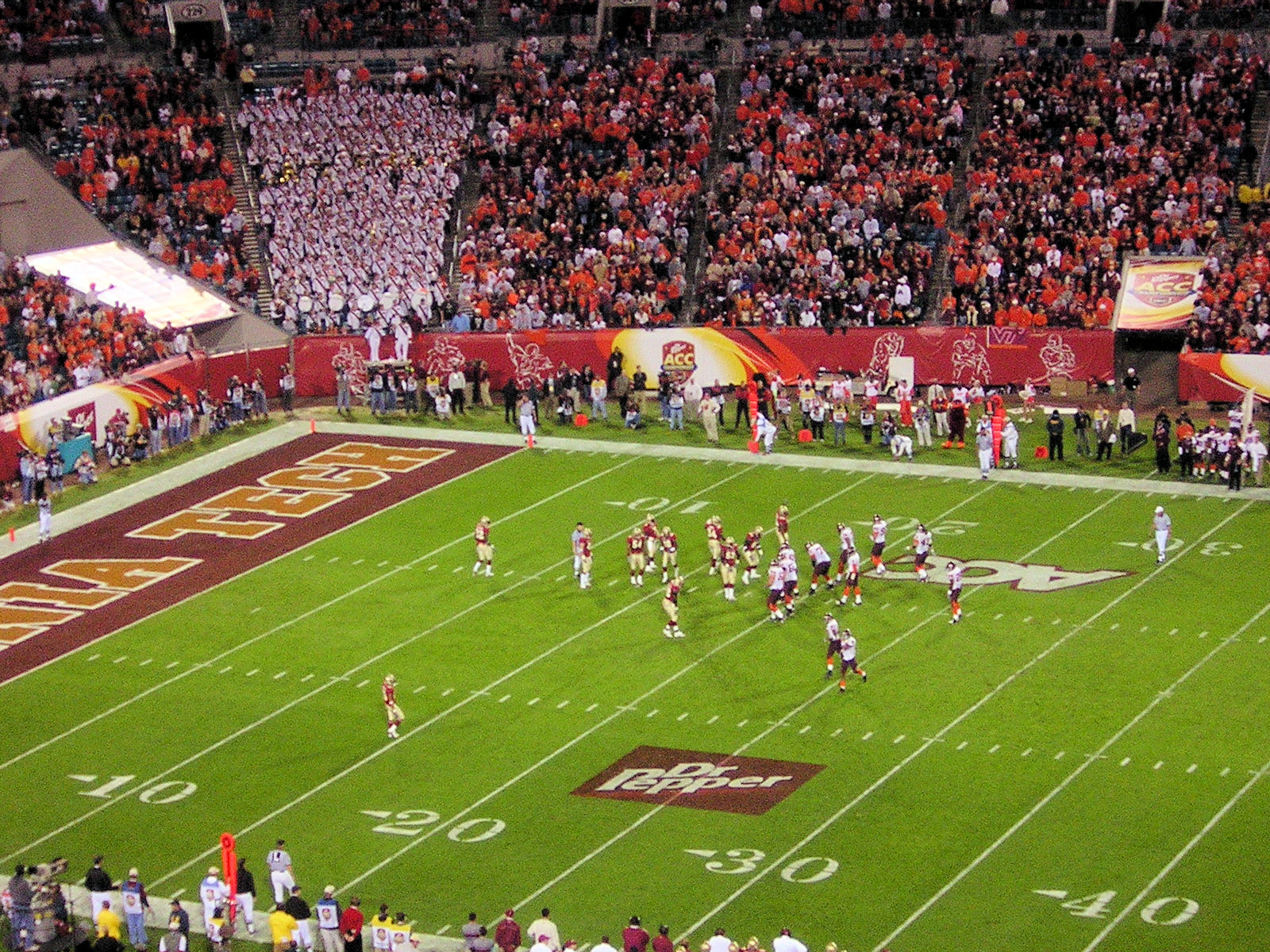
ACCチャンピオンシップ・ゲーム（2005年）

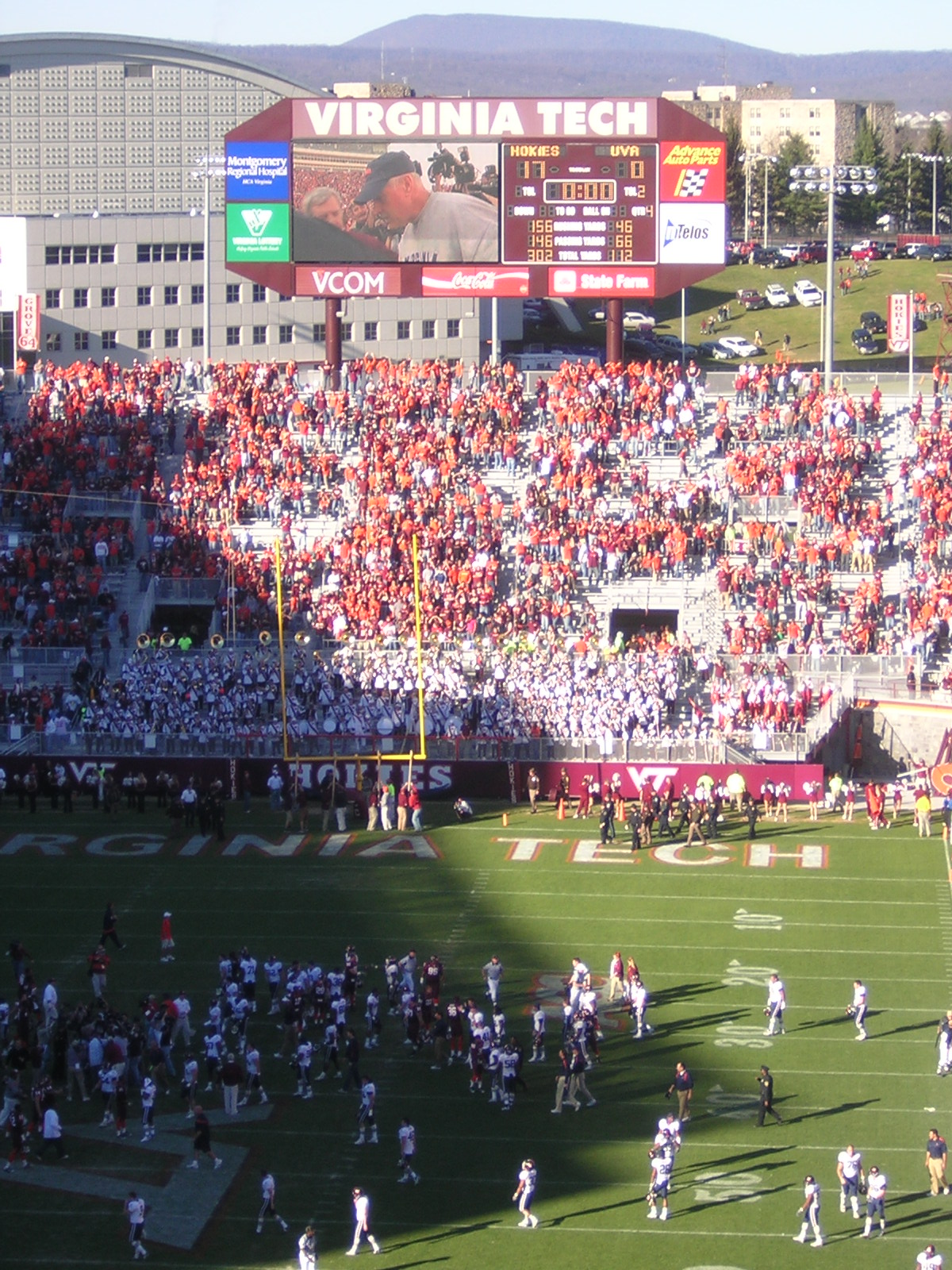
コモンウェルス・カップ（2006年）

バージニア工科大学（バージニアテック）は、NCAAのディビジョンIで、以下の18（ディビジョンI-Aのアメリカン・フットボールを含む）の競技に参加している。
- 男子
  - 野球
  - バスケットボール
  - クロスカントリー
  - アメリカン・フットボール
  - ゴルフ
  - サッカー
  - 水泳
  - テニス
  - 陸上競技
  - レスリング
- 女子
  - バスケットボール
  - クロスカントリー
  - ラクロス
  - サッカー
  - ソフトボール
  - 水泳
  - テニス
  - 陸上競技

### チーム名
バージニア工科大学が参加する18の競技のうち、水の分子式のH2OとホーキーズをかけてH2Okiesと名乗っている水泳を除く全てのチームで、バージニアテック・ホーキーズ（Virginia Tech Hokies）というチーム名が使用されている。ホーキーズというチーム名は、1896年に作られた「オールド・ホーキー」（Old Hokie）という応援の掛け声に由来する。
ホーキーズというチーム名が使われるようになる前には、ファイティング・ゴブラーズ（Fighting Gobblers）というチーム名が使われていた。これは、バージニア工科大学はかつては軍人の育成を目的とする大学であり、その士官候補生団には食糧不足の時代にも充分な食事が与えられたことから、むさぼり食う人々（gobblers）という名が付けられたものだと言われる。

### チームカラー及びマスコット
ホーキーズのチームカラーはシカゴ・マルーン ■ とバーント・オレンジ ■ で、1896年に、当時他のどのチームも使っていない組合せであるという理由で選ばれた。
チームのマスコットは、ホーキーバード（Hokie Bird）という、七面鳥に似た生き物である。これは、かつてのチーム名であるファイティング・ゴブラーズ（Fighting Gobblers）の「ゴブラー」（Gobbler）に雄の七面鳥という意味があることに由来する。ホーキーバードという名前は、チーム名がホーキーズに変わった後の1980年代半ばから使われるようになったものである。

### カンファレンス
ホーキーズは、2003年からアトランティック・コースト・カンファレンス（ACC）に属している。2003年にACCに移るまでは、様々なカンファレンスを転々としており、例えば、1995年から2000年まではアトランティック10カンファレンス（フットボール及びレスリングを除く。フットボールは1991年以降ビッグ・イースト・カンファレンスに所属。）、2000年から2003年まではビッグ・イースト・カンファレンス（レスリングを除く。）に所属していた。

### アメリカンフットボール
バージニア工科大学のアメリカンフットボールのチームは、カレッジフットボールの強豪として知られ、1993年以来連続してボウル・ゲームに進出している。
特に1999年シーズンには11勝0敗でシーズンを終え、全米チャンピオンをかけてシュガーボウルに出場したが敗れ、ランキング2位に終わっている。
2004年に移籍したACCはフットボールの強豪チームが多く属するカンファレンスであり、ホーキーズの移籍は、地元のロアノーク・タイムズ紙の記者に「私が生きているうちに、バージニアテックがACCで優勝することはないだろう。」と評された。しかし、バージニアテックのフットボール・チームは、移籍したその年に優勝を果たし、記者のもとには「葬式はいつか」と問い合わせる電話が殺到した。ホーキーズは、その後、2007年、2008年にもカンファレンスのチャンピオンとなっている。
同じバージニア州の州立大学であるバージニア大学とは長きにわたるライバル関係にあり、両校の間では毎年コモンウェルス・カップ（Commonwealth Cup）が争われる。また隣接するウェストバージニア州のウェストバージニア大学との間では、1997年から2005年の間、ブラック・ダイアモンド・トロフィー（Black Diamond Trophy）が争われたが、ホーキーズがACCに移籍して両校が異なるカンファレンスに属することになったこともあり、2006年以降は開催されていない。ACCでは、パーマネント・ライバルという制度があり、バージニア工科大学のパーマネント・ライバルはボストン・カレッジとされている。
ホーキーズのホーム・スタジアムは、66,233人を収容するレーン・スタジアム（Lane Stadium）である。

## 国際的な展開

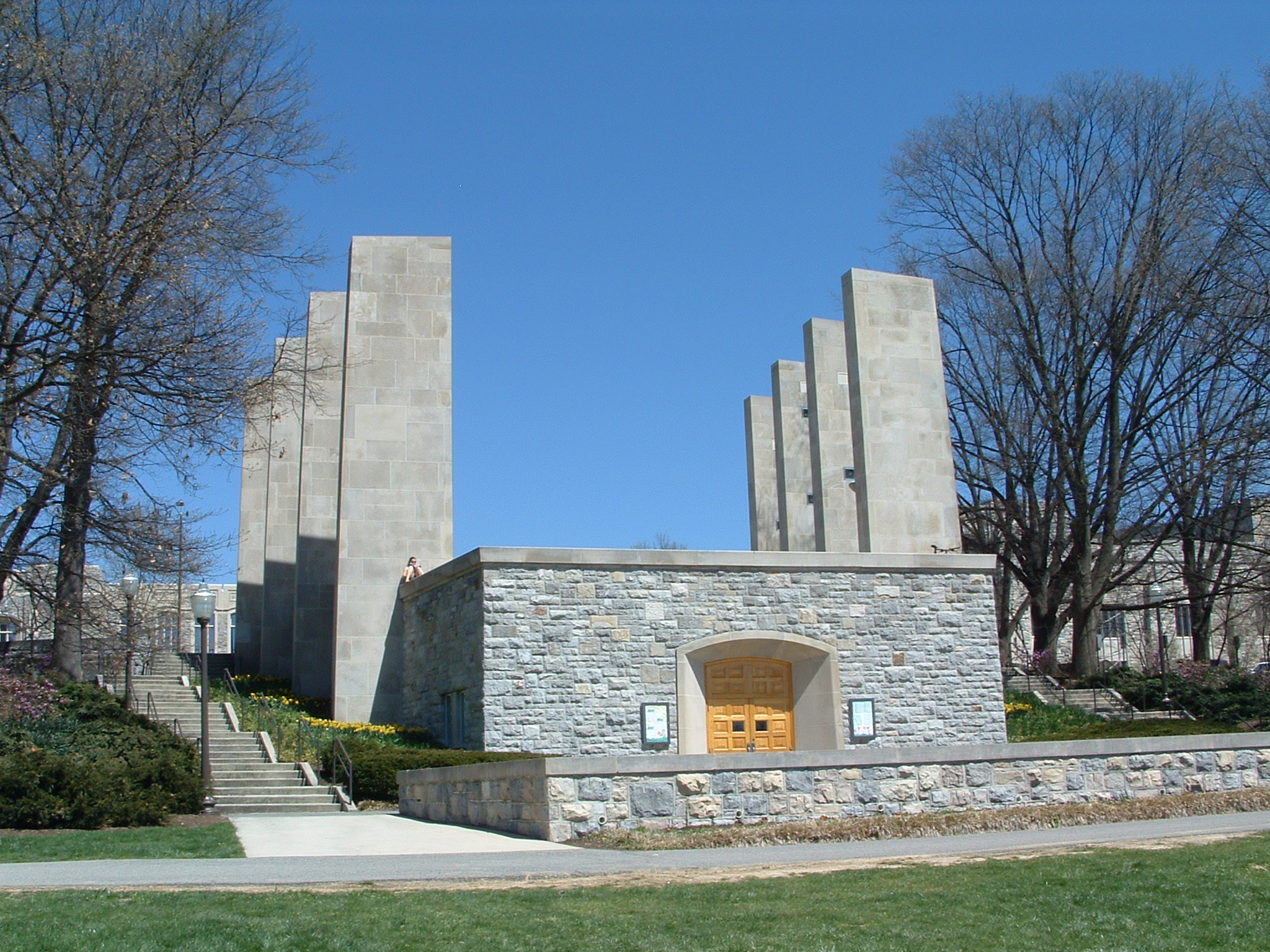
ウォー・メモリアル・チャペル

バージニア工科大学では、海外からの留学生の受け入れ及び海外への留学生の派遣を積極的に行っている。日本の大学については、北見工業大学、横浜国立大学、九州大学、関西外国語大学との間で学術交流協定を結んでおり、学生の交換などを行っている。

## ランキング
U.S. News & World Report's の"2021 Best Colleges"では、バージニア工科大は全米で74位（タイ）、全米の公立大学では29位（タイ）にランキングされている。工学部の評価は特に高く、私立大学を含む全米ランキングで13位（テキサスA&M大学等とタイ）にランクされている。

## 銃乱射事件
2007年4月16日朝、同大学の学生寮及び講義棟でグリーンカード（永住権）を持つ同大学4年生の韓国人学生、チョ・スンヒ（23歳）が銃を乱射、32名（教員5名、学生27名）を殺害し自殺した。この乱射事件は、発生当時、アメリカ史上最多の最悪の事件であった。

## 著名な教職員
- ジェラルド・トール（Gerard Toal） - 地理学

### 元教職員
- リビウ・リブレスク（Liviu Librescu） - 航空力学、銃乱射事件の犠牲者
- ノーマン・ハッカーマン（Norman Hackerman） - 化学、マンハッタン計画に従事
- 金子守 - 経済学
- 新原晧一 - 元客員教授
- 星谷勝 - 元助教授

## 著名な卒業生
- 政治家
  - クロード・スワンソン（Claude Augustus Swanson） - 第45代バージニア州知事、第45代アメリカ合衆国海軍長官
  - チェット・カルバー（Chet Culver） - 第41代アイオワ州知事
  - トニー・マクナルティ（Tony McNulty） - 英国国務大臣
- 軍人
  - ウィリアム・ボイキン（William G. Boykin） - アメリカ陸軍中将、アメリカ国防総省次官補
  - ランス・スミス（Lance L. Smith） - アメリカ空軍大将、アメリカ統合戦力軍司令官
  - フランク・スタージス（Frank Anthony Sturgis） - 元アメリカ軍兵士、ウォーターゲート事件での侵入犯のひとり
- 科学者・宇宙飛行士
  - ロバート・コールマン・リチャードソン（Robert Coleman Richardson） - 物理学者、ノーベル物理学賞受賞
  - ジョン・マッケイ（John B. McKay） - 宇宙飛行士、X-15のパイロット
  - ロジャー・クラウチ（Roger K. Crouch） - 宇宙飛行士、スペースシャトル・コロンビアに搭乗（STS-94）
  - チャールズ・カマーダ（Charles J. Camarda） - 宇宙飛行士、スペースシャトル・ディスカバリーに搭乗（STS-114）
  - 賀陳旦 - 台湾の土木工学者。交通部長、元中華電信董事長。
  - ホーマー・ヒッカム (Homer Hadley Hickam Jr.) - 元NASAのエンジニア。映画「遠い空の向こうに」(原題:October Sky)の著者。
- 実業家
  - スティーブン・バノン（Stephen Kevin Bannon） - ブライトバート・ニュース・ネットワーク元会長、元首席戦略官兼大統領上級顧問（トランプ政権）
  - ジョージ・ノーレン（George Nolen） - シーメンス・アメリカ 社長兼CEO
- スポーツ選手
  - 野球
    - ジョー・ソーンダース（Joe Saunders） - MLBロサンゼルス・エンゼルスの投手
    - マイク・ウィリアムズ（Michael Darren Williams） - MLBフィラデルフィア・フィリーズの投手

  - バスケットボール
    - デル・カリー（Dell Curry） - NBAシャーロット・ホーネッツの選手
    - エイドリアン・カスタス（Adrian Custis） - JBLパナソニックトライアンズの選手
    - マルコム・ディレイニー（Malcolm Hakeem Delaney） - NBAアトランタ・ホークスの選手
    - デロン・ワシントン（Deron Washington） - NBAデベロップメント・リーグ・タルサ・シックスティシクサーズの選手

  - アメリカンフットボール
    - タイロッド・テイラー（Tyrod Di'allo Taylor） - NFLバッファロー・ビルズのクォーターバック
    - マイケル・ヴィック（Michael Vick） - NFLフィラデルフィア・イーグルスのクォーターバック
    - デビッド・ウィルソン（David Wilson） - NFLニューヨーク・ジャイアンツのランニングバック

  - その他
    - クリスティ・キャスリン（Kristi Castlin） - 陸上競技選手、リオオリンピック女子100mハードル銅メダリスト
    - ジム・ミラー（Jim Miller） - 総合格闘家
- 芸術家・芸能人
  - チャーリー・バード（Charlie Byrd） - ジャズ・ギタリスト
  - ミシェル・クルージ（Michelle Krusiec） - 女優
  - コレット・ウォルフ（Collette Wolfe） - 女優
  - シャーリン・マクラム（Sharyn McCrumb） - 作家